# XIV Korpus Armijny (Cesarstwo Niemieckie)

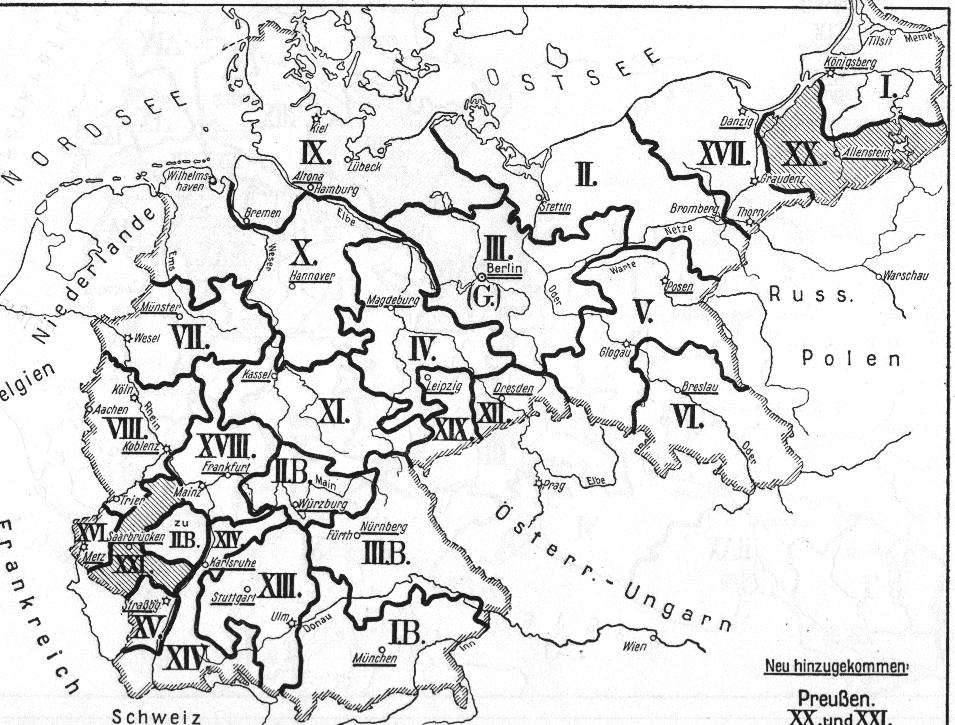
Zasięg korpusów w 1914

XIV Korpus Armijny  (niem. XIV. Armee-Korps)  – wyższy związek taktyczny Armii Cesarstwa Niemieckiego. 

## Charakterystyka
29 czerwca 1912 armię niemiecką zorganizowano w 25 korpusów prowadzących rekrutację na terenach 22 terytorialnych okręgów korpuśnych. Każdy korpus tworzyły dwie dywizje piechoty, zwykle o kolejnych numerach. Korpusy zgrupowane były w osiem inspekcji armii. Barwą XIV KA był kolor czerwony.
W sierpniu 1914 rozwinięto w Niemczech do etatów wojennych związki operacyjne (armie). W skład 7 Armii wszedł między innymi XIV Korpus Armijny. W I wojnie światowej korpus walczył na froncie zachodnim.
Korpus na stopie wojennej początkowo składał się ze sztabu korpusu, oddziałów korpuśnych i dwóch dywizji piechoty. Jednak wojna pozycyjna wymusiła bardziej płynną organizację korpusów, która umożliwiałaby przerzucanie nawet do sześciu dywizji na odcinki korpusów znajdujących się na głównym wysiłku obrony. Reformę tę sformalizowano w grudniu 1916, a Korpus od tej pory traktowano jako tymczasowe zgrupowanie poszczególnych dywizji.

## Struktura organizacyjna
Skład od 2 VIII 1914 do 20 IX 1915:
- dowództwo korpusu
- 28 Dywizja Piechoty
- 29 Dywizja Piechoty

## Dowódcy korpusu
| Stopień           | Imię i nazwisko           | Okres (od)   |
| ----------------- | ------------------------- | ------------ |
| generał piechoty  | August von Werder         | 30 IX 1870   |
| generał piechoty  | Hugo von Obernitz         | 15 IV 1879   |
| generał piechoty  | Sigismund von Schlichting | 10 VIII 1888 |
| generał kawalerii | Adolf von Bülow           | 2 I 1896     |
| generał piechoty  | Max von Bock und Polach   | 27 I 1901    |
| generał piechoty  | Ernst von Hoiningen       | 11 IX 1907   |
| generał lejtnant  | Theodor von Watter        | 31 VIII1914  |
| generał lejtnant  | Karl von Hänisch          | 10 III 1915  |
| generał lejtnant  | Martin Chales de Beaulieu | 12 VIII 1916 |
| generał lejtnant  | Alfred von Böckmann       | 5 IX 1917    |
| generał lejtnant  | Friedrich von Gontard     | 2 XI 1917    |